# Levin (Nouvelle-Zélande)
La ville de Levin (ou en maori de Nouvelle-Zélande : Taitoko), est la plus grande localité et le  siège Conseil du district de Horowhenua, située dans la région de Manawatu-Wanganui dans l’Île du Nord de la  Nouvelle-Zélande.

## Géographie
Elle est située à l’est du Lac Horowhenua (en), à environ 95 km au nord de la capitale Wellington et 50 km au sud-ouest de la ville de Palmerston North. Ce lac couvre une superficie de 3,9 km2 ; il est en cours de nettoyage et de régénération.

## Population
En juin 2018, la population résidente était de 21 200 habitants, ce qui en fait la 22e plus importante zone urbaine en Nouvelle-Zélande, et la troisième plus grande ville de la région de Manawatu-Wanganui siégeant entre Palmerston North et Whanganui.
Plus de 20% des habitants furent enregistrés comme ayant plus de 65 ans, une valeur considérablement plus élevée que la moyenne nationale.

## Histoire
La ville célébra son centenaire en 2006 et le « bowls club » célébra le sien en 2007.

## Toponymie
La ville fut dénommée d’après William Hort Levin (en), un directeur de la Wellington and Manawatu Railway Company (en). Le nom est une variation du clan juif de Levi. C’est un shibboleth – contrairement à la prononciation habituelle du surnom, le stress est placé sur la seconde syllabe du mot. Le nom rime ainsi avec le mot « begin » (la même prononciation est utilisée par l’auteur conservateur US et hôte du talk-show Mark Levin). Toutefois son arrière-petit-fils, Peter Levin, dit que « Levin » pourrait avoir comme origine Levene et cette prononciation était d’ailleurs, d’usage courant pendant de nombreuses années et est toujours utilisée dans la famille.  Le nom Maori de la ville est Taitoko.

## Activité économique
La ville de Levin est un centre de service pour la région rurale alentour mais aussi un centre de manufacture légère.

## Transports
La ville de Levin siège sur le trajet de la route State Highway 1, qui  forme Oxford Street, la rue principale de la ville. La State Highway 57 (en) forme la limite est de la ville et rencontre la route State Highway 1 entre les villes de Levin et la gare d'Ohau (en).
Levin est sur le trajet de la North Island Main Trunk (en) avec une gare à Levin (en) utilisée par le Capital Connection (en), train de banlieue à longue distance allant de Wellington à Palmerston North et  le train à longue distance du Northern Explorer (en) entre Wellington et Auckland.

## Écoles
voir : Liste des écoles de la région de Manawatu-Wanganui (en)

## Personnalités notables
- Jack Afamasaga (en) - Joueur de rugby
- Sir Paul Beresford - Homme politique britannique
- Pat Booth (en) - Journaliste/écrivain
- Suzy Clarkson (en) - Présentatrice de journal télévisé
- Kay Cohen (en) -  Dessinatrice de mode et femme d'affaires australienne
- Joy Cowley - Écrivaine
- Rebecca Gibney - Actrice
- Nathan Guy (en) - Homme politique
- Nicky Hager (en) - Journaliste d'investigation
- Darren Hughes (en) - Homme politique
- Dean Kent (en) - Nageur aux Jeux olympiques et du Commonwealth
- Doug Kidd - Homme politique
- Matthew Saunoa (en) - Chanteur  - Vainqueur en 2006 du New Zealand Idol
- George Silk - Photographe du magazine LIFE
- Carlos Spencer - Ancien joueur de rugby (All Black)
- Codie Taylor - Joueur de rugby (All Black)
- Richard Sylvan (en) - Philosophe et logicien
- Omega Levine - Chanteuse et leader du groupe Parachute Band (en)
- Anne Robertson (en) - Chanteuse finaliste en 2005 de Australian Idol
- Cathryn Finlayson (en) - Joueur de hockey lors des jeux olympiques de 2012 de Londres

- David Lomax (en) - Entraîneur de la ligue de rugby et ancien joueur
- Sonny Whakarau (en) - Ancien footballeur professionnel de la ligue de rugby néo-zélandaise
- Roger Twose (en) - Représentant du cricket des NZ Black Caps
- Steven Davies - Joueur de cricket professionnel en Angleterre
- James Tamou - Joueur australien de rugby à XIII